# Лебяжьевский поссовет
Лебяжьевский поссовет — упразднённое муниципальное образование со статусом городского поселения в Лебяжьевском районе Курганской области Российской Федерации.
Административный центр — посёлок городского типа (рабочий посёлок) Лебяжье.
В рамках административно-территориального устройства являлось посёлком городского типа районного подчинения. 

## История
Статус и границы городского поселения установлены Законом Курганской области от 4 ноября 2004 года № 706 «Об установлении границ муниципального образования Лебяжьевского поссовета, входящего в состав муниципального образования Лебяжьевского района».
10 декабря 2020 года Лебяжьевский поссовет упразднён в связи с преобразованием Лебяжьевского муниципального района в муниципальный округ.

## Население
| 2004  | 2009  | 2010  | 2011  | 2012  | 2013  | 2014  |
| ----- | ----- | ----- | ----- | ----- | ----- | ----- |
| 7444  | ↘6913 | ↗6943 | ↘6442 | ↗6858 | ↘6716 | ↘6424 |
| 2015  | 2016  | 2017  | 2018  | 2019  | 2020  |       |
| ↘6206 | ↘6048 | ↘5941 | ↘5907 | ↘5874 | ↘5851 |       |

## Состав городского поселения
| № | Населённый пункт | Тип населённого пункта                  | Население |
| - | ---------------- | --------------------------------------- | --------- |
| 1 | Верхнеглубокое   | деревня                                 | ↘457      |
| 2 | Коопзверпромхоза | посёлок                                 | ↘15       |
| 3 | Кравцево         | посёлок                                 | ↘19       |
| 4 | Лебяжье          | рабочий посёлок, административный центр | ↘5412     |